# Телефонный план нумерации Люксембурга
Телефонный план нумерации Люксембурга — диапазоны телефонных номеров, выделяемых различным пользователям телефонной сети общего пользования в Люксембурге. В герцогстве применяется закрытый план нумерации.
Действующий оператор использовал открытый план нумерации с номерами различной длины, где за двузначным идентификатором региона следуют от одной до четырех цифр, все шесть цифр образуют номер абонента. Это было изменено введением нового плана нумерации в 1999 году. Телефонные номера, введенные действующим оператором с мая 2000 года, начинаются с "2" (обычно 26, 24 и недавно 27), за которыми следуют от двух до шести цифр. Идентификатор региона по-прежнему присутствует и обычно следует за 26, 27 или 24, однако номера могут быть перенесены в любой другой регион.
- 79 xxxx (пример номера в Консдорфе)
- +352 79 xxxx (при наборе из-за пределов Люксембурга)
- 2679 xxxx (пример номера в Консдорфе для новых линий с мая 2000 года)
- +352 2679 xxxx (при наборе из-за пределов Люксембурга)
- 4 xxx xx (пример номера в городе Люксембург)
- +352 4 xxx xx (при наборе из-за пределов Люксембурга)

В Люксембурге добавочные номера АТС обычно добавлялись к основному номеру, отсюда необходимость в открытом плане нумерации. Поскольку в офисах в Люксембурге было установлено больше мини-АТС по сравнению с районами, где клиенты проживают почти исключительно по месту жительства, это создало впечатление, что номера в Люксембурге могут быть длиннее шести цифр. Поэтому регулирующий орган решил, что новые телефонные номера должны состоять из восьми цифр, включая добавочный номер. Чтобы выполнить это требование, операторы должны были сократить телефонный номер клиента до 3-6 цифр, чтобы разрешить 2-5-значные расширения.

## Номера мобильных телефонов
Номера мобильных телефонов всегда содержат трехзначный код в формате "6x1", за которым следуют шесть цифр. Начальная цифра "6" этих номеров не опускается при наборе номера из-за границы.
- 6x1 xxx xxx (в пределах Люксембурга)
- +352 6x1 xxx xxx (за пределами Люксембурга)

Эти коды были введены 1 сентября 2006 года, заменив коды в формате "0x1". Существующие номера были преобразованы в новый формат.
С января 2019 года номер голосовой почты является общим: +352(691)00-07-00
До января 2019 года номер голосовой почты соответствовал приведенному ниже правилу: каждый номер мобильного телефона имеет эквивалентный номер голосовой почты, сетевой код представлен в формате "6x8" (примечание: за исключением Join Experience, они его не используют).
Коды мобильных операторов следующие:
- 621: POST Telecom (ранее LuxGSM);
- 651: Eltrona, начиная с 2017 г.;
- 661: Orange Luxembourg;
- 671: Join Experience;
- 691: Tango Mobile.В июне 2009 года[3], был введен новый диапазон нумерации для мобильной межмашинной связи. Номера имеют фиксированную длину в 12 цифр и начинаются с "60"единственным присвоенным сетевым кодом из этого диапазона является:

- 6021: POST Telecom (ранее LuxGSM)